# Боголюбов Микола Миколайович (молодший)
Микола Миколайович Боголюбов (нар. 7 березня 1940 р., Київ) — радянський і російський математик і фізик, доктор фізико-математичних наук, професор (1971), член-кореспондент АН СРСР (з 1984 року), Російської академії наук (з 1991 року), син Миколи Боголюбова.

## Біографія
Народився в Києві. Закінчив фізичний факультет Московського державного університету (1963). Працює завідувачем відділу в Математичному Інституті Російської Академії наук (з 1966), професор фізичного факультету Московського державного університету імені М. В. Ломоносова (з 1980 р.).

## Наукова діяльність
Основні праці присвячені математичній і теоретичній фізиці та математичним методам в статистичній механіці.
Автор понад 80 наукових праць, в тому числі 7 книг і монографій

## Нагороди
Державна премія СРСР (1983, спільно з Б. Й. Садовниковим) за цикл робіт «Математичні методи в статистичній механіці» і низка премій Інституту ядерних досліджень (м. Дубна).